# ALARP

ALARP 캐럿 다이어그램

ALARP는 "As Low As Reasonably Practicable"의 약자로, 'ALARP 원칙'은 '위험이 합리적으로 실행 가능한 최대한 낮게 해야 한다'는 것이다. 안전에 중요하고 안전이 수반되는 시스템들의 규제 및 관리에 사용되는 용어이다.